# Federico Arnaud
Federico Arnaud (* 11. September 1970 in Salto, Uruguay) ist ein uruguayischer bildender Künstler.
Von 1988 bis 1990 studierte er in Salto Malen und Zeichnen am Instituto Cultural "Casa de Nuna". Ab 1991 intensivierte er dann in Montevideo seine Studien der Malerei bei Clever Lara bis 1994 und der Bildhauerei bei José María Pelayo bis 1997. Zudem besuchte er die Nationale Hochschule für Bildende Kunst (Escuela Nacional de Bellas Artes) der Universidad de la República von 1992 bis 1994 und das Instituto de Profesores Artigas in den Jahren 1993 bis 1994.
1994 stellte er im Rahmen der Sechsten Schau der jungen bildenden Künstler (Sexta Muestra de Plástico Jóvenes) aus und gewann dort den Ersten Preis. 1995 folgte seine Einzelausstellung Vestigios im montevideanischen Museum für Gegenwartskunst. Im Folgejahr war seine Arbeit Teil der Ausstellung des Preises der United Airlines zur Thematik der Jungen Kunst Uruguays in Maldonado. 1999 nahm er an der Zweiten Biennale des Mercosur in Porto Alegre teil. An der Siebten Biennale de la Primavera wirkte er in jenem Jahr ebenfalls mit. Ein Jahr später stellte er auf der in Buenos Aires im Kulturzentrum Recoletas durchgeführten Ausstellung zur Uruguayischen Gegenwartskunst (Arte Contemporáneo Uruguayo) aus und wurde zudem 2000 mit dem Zweiten Paul Cézanne-Preis ausgezeichnet. Im selben Jahr fand auch seine Einzelausstellung im Museum der Amerikanischen Kunst von Maldonado statt. 2002 folgte die Einzelausstellung El cuerpo del Pan im französischen Besançon im Le Pavé dans la Mare. Im selben Jahr wurde er im Rahmen des Salón Nacional de Artes Visuales in Montevideo mit einer Ehrennennung versehen. Paisajes war der Titel einer weiteren im Jahre 2003 im an der Plaza Matriz gelegenen Sala "Carlos Federico Sáez" des Uruguayischen Verkehrs- und Bauministeriums (MTOP) durchgeführten Einzelausstellung Arnauds. Arnaud lebt in Montevideo und arbeitet dort als Dozent.